# Eldsjälspriset
Eldsjälspriset har sedan 1990 delats ut av Svenska barnboksakademin ”till en person eller grupp som med särskild entusiasm och energi har verkat för att barn och ungdomar ska komma i kontakt med bra litteratur eller som på annat sätt bidragit till att väcka deras insikt om språkets betydelse”.
Priset består av 10 000 kronor, ett diplom utformat av Gunna Grähs och en skulptur gjord av Sven Nordqvist. Skulpturen är en ”hattstuga”, inspirerad av Elsa Beskows Hattstugan.

## Pristagare
- 1990 – Gunilla Lundgren
- 1991 – Birgitta Kvarnström
- 1992 – Margareta Norlin
- 1993 – Kjell Andersson och Rosel Hauptman
- 1994 – Gun Qvarzell
- 1995 – Ulla Lundberg
- 1996 – Skolexemplet Markaryd
- 1997 – Edboskolans bibliotek
- 1998 – Birgitta Alleklev, Ingrid Olsson och Lisbeth Lindvall
- 1999 – Birgitta Fransson, Kjell Hanseklint och Mikael Strandberg
- 2000 – Ing-Marie Holmfeldt
- 2001 – Lena Kjersén Edman
- 2002 – Agneta Edwards
- 2003 – Barbro Bolonassos
- 2004 – Margaretha Dahlström
- 2005 – Katarina Dorbell
- 2006 – Bertil R. Widerberg

- 2007 – Mona Henning
- 2008 – Marianne von Baumgarten-Lindberg
- 2009 – Pich Proeung
- 2010 – Kalle Güettler
- 2011 – Siv Widerberg
- 2012 – Mona-Lenah Nordberg och Christina Neu
- 2013 – Nina Suatan och Helena Eriksson Berhan
- 2014 – Tor Svae
- 2015 – Ylva Mårtens
- 2016 – Elisabet Reslegård
- 2017 – Ulla Rhedin
- 2018 – Nadja Kandrusevich-Shidlovskaya
- 2019 – Susanna Ekström
- 2020 – Arina Stoenescu
- 2021 – Pia Carlsson[2]
- 2022 – Anne-Marie Körling[3]
- 2023 – Eric Haraldsson och Yulia Vasylenko[4]
- 2024 – Jenny Edvardsson[5]

### Fotnoter
1. 1 2  ”Eldsjälspriset”. Svenska barnboksakademien. http://www.barnboksakademin.com/eldsjal/index.shtml. Läst 27 maj 2012.
2. ↑  ”Svenska Barnboksakademin”. www.barnboksakademin.com. https://www.barnboksakademin.com/eldsjal/2021.shtml. Läst 28 maj 2022.
3. ↑  ”Svenska Barnboksakademin”. www.barnboksakademin.com. https://www.barnboksakademin.com/. Läst 9 oktober 2022.
4. ↑  ”Eldsjälspriset 2023”. www.barnboksakademin.com. https://www.barnboksakademin.com/eldsjal/2023.shtml. Läst 16 november 2022.
5. ↑  ”Svenska Barnboksakademin”. www.barnboksakademin.com. https://www.barnboksakademin.com/eldsjal/2024.shtml. Läst 28 november 2024.